# Vetiku
Vetiku är en ort i Estland. Den ligger i Vinni kommun och landskapet Lääne-Virumaa, i den centrala delen av landet, 100 km öster om huvudstaden Tallinn. Vetiku ligger 86 meter över havet och antalet invånare är 190.
Terrängen runt Vetiku är platt. Runt Vetiku är det glesbefolkat, med 11 invånare per kvadratkilometer. Närmaste större samhälle är Rakvere, 5,4 km nordväst om Vetiku. Omgivningarna runt Vetiku är en mosaik av jordbruksmark och naturlig växtlighet.